# نادي نيجني نوفغورود
نادي نيجني نوفغورود هو نادي كرة قدم روسي من مدينة نيجني نوفغورود يلعب في الدوري الروسي الممتاز،تأسس النادي في عام 2015.